# Hawk Nelson
Hawk Nelson foi uma banda canadense de punk cristão formada em 2000 na cidade de Peterborough, Ontário. 
Em 2020, a formação da banda incluía Jonathan Steingard (vocal, guitarra), Daniel Biro (baixo), Micah Kuiper (guitarra) e David Niacaris (bateria).

## História
O grupo foi formado em 2000 por Jason Dunn, Davin Clark e Matt Paige, inicialmente sob o nome "SWISH", lançando no mesmo ano o álbum independente Riding Around the Park. Em 2002, Daniel Biro passou a integrar a banda, que adotou temporariamente o nome "Reason Being". No ano seguinte, já como "Hawk Nelson", lançaram o segundo álbum independente, Saturday Rock Action.
A banda chamou a atenção da Tooth & Nail Records, com quem assinou contrato com o apoio de Trevor McNevan, vocalista do Thousand Foot Krutch. Em julho de 2004, lançaram o primeiro álbum de estúdio, Letters to the President, com participação de McNevan.
Em outubro de 2005, Letters to the President foi relançado em edição expandida, incluindo versões acústicas, faixas inéditas e um cover da faixa "My Generation". Ainda em 2005, a banda retratou o grupo britânico The Who em um episódio da série American Dreams, ocasião em que gravaram um cover. Na mesma época, lançaram o EP Bring 'Em Out, cuja faixa-título foi usada no filme Yours, Mine and Ours.
Em abril de 2006, a banda lançou Smile, It's the End of the World, com coautoria de McNevan, recebendo o Covenant Award de "Álbum de Rock/Alternativo do Ano". Dentre os singles presentes, "Everything You Ever Wanted" alcançou o primeiro lugar por nove semanas na parada cristã da R&R, sendo a quarta canção mais tocada do ano nesse segmento.
Em 2008, lançaram Hawk Nelson Is My Friend, com colaborações de Richard Marx, Raine Maida e Trevor McNevan. Foi o primeiro álbum pelo selo BEC Recordings e recebeu indicação ao Grammy.
Em setembro de 2009, foi lançado ’’Live Life Loud’’, sucessor de ’‘Hawk Nelson Is My Friend’’, sendo indicado ao GMA Dove Awards de 2010.
O quinto álbum de estúdio, Crazy Love, saiu no início de 2011, sendo o último com Jason Dunn, que deixou a banda pouco depois para seguir carreira solo. Em 2012, Jonathan Steingard foi anunciado como novo vocalista.
Em maio de 2020, Jon Steingard anunciou publicamente, por meio de seu perfil no Instagram, a perda de sua fé cristã e sua consequente saída da banda. Em sua publicação, escreveu:
“Eu estive apavorado de postar isso por muito tempo, mas sinto que é a hora de ser honesto. Eu espero que esse não seja o fim da conversa, mas o início. Eu espero que isso seja uma forma de encorajar pessoas que talvez sintam a mesma coisa, mas que também tem medo como eu. Eu quero ser honesto. Quero ser transparente com todos vocês — e também estar com o coração aberto para mudar no futuro. Eu não estou buscando um debate — apenas uma oportunidade para compartilhar a minha história na esperança de tirar algo bom disso. Amo vocês”.
Por meio da conta oficial da banda, o baixista Daniel Biro agradeceu aos colegas e expressou seu apoio contínuo à equipe. Após isso, a banda não divulgou novas atividades oficiais.
Em agosto do mesmo ano, Jason Dunn, o antigo vocalista da banda, lançou digitalmente o compilado The Lost Sessions (Part 1), contendo gravações inéditas realizadas ao final de sua atuação no Hawk Nelson, em 2011. Segundo o próprio músico, as faixas foram produzidas de forma independente, sem relação com a banda e em caráter não comercial.

## Discografia
Álbuns independentes
- 2000: Riding Around the Park
- 2003: Saturday Rock Action

Álbuns de estúdio
- 2004: Letters to the President
- 2006: Smile, It's the End of the World
- 2008: Hawk Nelson Is My Friend
- 2009: Live Life Loud
- 2011: Crazy Love
- 2013: Made
- 2015: Diamonds
- 2018: Miracles